# Ponciano Leiva Madrid
Pour les articles homonymes, voir Leiva (homonymie) et Madrid (homonymie).
Ponciano Leiva Madrid (né le 19 novembre 1821 à Ceguaca et mort le 12 décembre 1896 à Santa Cruz de Yojoa) est un homme d'État hondurien. Il est président du Honduras à trois reprises, du 23 novembre 1873 au 13 juin 1876, du 7 mars au 21 juin 1885 et du 30 novembre 1891 au 9 février 1893.